# Dystrykt Yeallequelleh
Dystrykt Yeallequelleh – dystrykt w hrabstwie Bong, w środkowej części Liberii. 
Położony jest 100 km na wschód od stolicy kraju – Monrovii. 

## Demografia
Według spisu ludności z 2008 roku jednostka liczyła sobie 36 919 mieszkańców. Natomiast według spisu ludności przeprowadzonego w 2022 roku, dystrykt ma populację liczącą 43 695 mieszkańców, co czyni go  czwartym co do wielkości zaludnienia dystryktem w hrabstwie.
Dane z 2008:
| Opis      | Ogółem | Ogółem | Mężczyźni | Mężczyźni | Kobiety | Kobiety |
| --------- | ------ | ------ | --------- | --------- | ------- | ------- |
| Jednostka | osób   | %      | osób      | %         | osób    | %       |
| Populacja | 36 919 | 100    | 18 319    | 49,6      | 18 600  | 50,4    |

Dane z 2022:
| Opis      | Ogółem | Ogółem | Mężczyźni | Mężczyźni | Kobiety | Kobiety |
| --------- | ------ | ------ | --------- | --------- | ------- | ------- |
| Jednostka | osób   | %      | osób      | %         | osób    | %       |
| Populacja | 43 695 | 100    | 21 928    | 50,2      | 21 767  | 49,8    |

## Sąsiednie dystrykty
Dystrykt 2, Jorquelleh, Kokoyah, Salala, Sanayea, Suakoko